# Калоси пркен
Калоси пркен (арм. Կալոսի պռկեն — букв. «на краю колеса») — армянский народный танец, исполняемый мужчинами и существующий как в сольном, так и в групповом варианте. Может сопровождать определённые эпизоды армянского свадебного обряда. Танец распространён в Ширакской области.

## Исполнение
Танец можно условно разделить на две части. Первая часть проходит в медленном темпе и построена на строгих, полных достоинства движениях. Во второй, более быстрой части, танцор проявляет свою отвагу и темперамент. Исполнение может сопровождаться взмахами шёлковым платком для акцентирования самых значительных моментов. Часто исполняется несколькими юношами, которые в чёткой координации то перемещаются из стороны в сторону на переднем плане, то двигаются вперёд и назад по площадке. По мнению профессора Т. С. Ткаченко, калоси пркен — наиболее популярный среди множества известных армянской хореографии мужских танцев, построенных на демонстрации силы, мужества, ловкости.